# Грид-гёрл

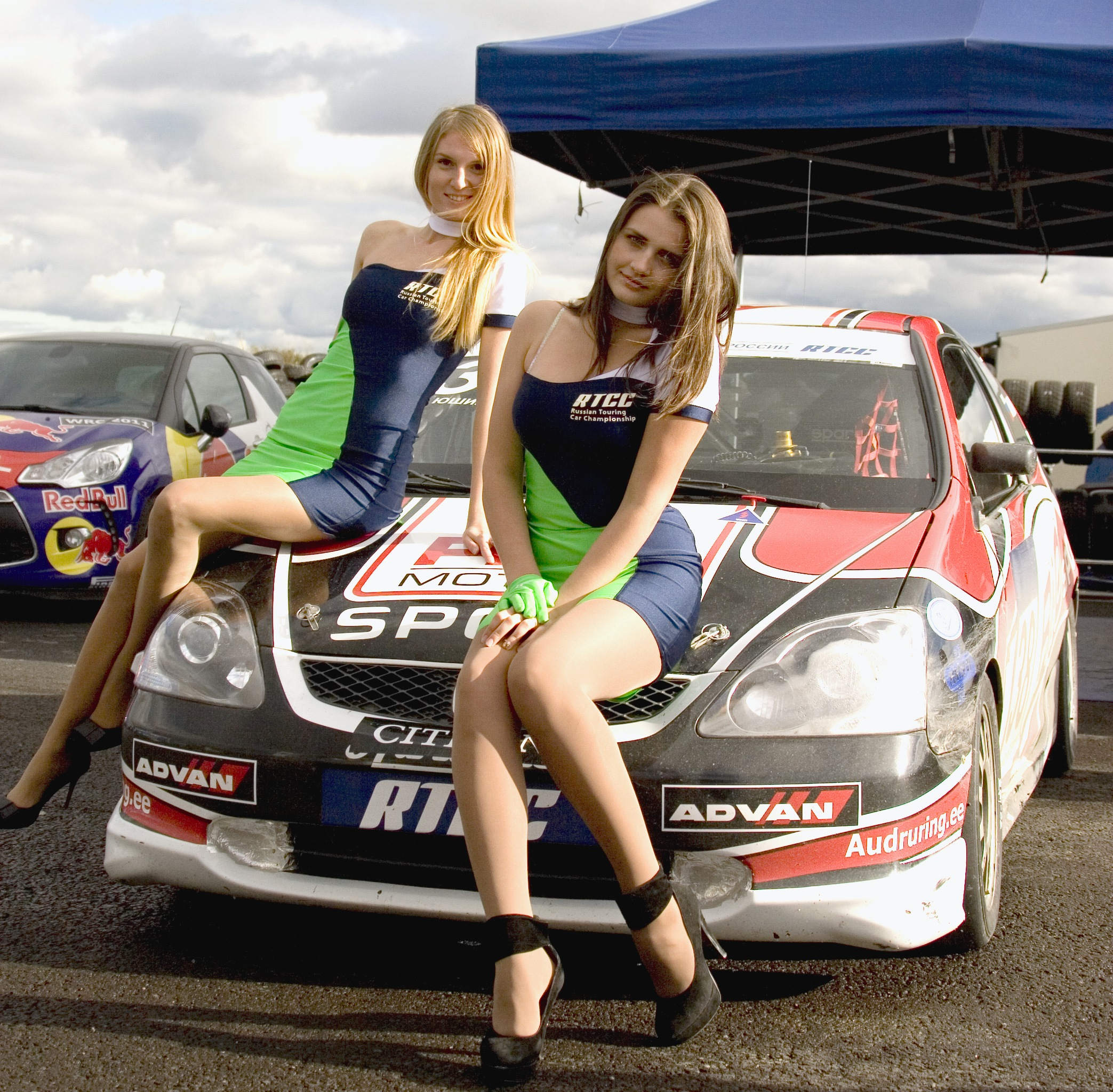
Российские грид-гёрлз Марина Кузнецова и Лилия Осипова на RTCC. Санкт-Петербург, 2011 год

Грид-гёрлз (англ. Grid girls; также англ. Race queen — королевы автогонок; пит-гёрлз) — девушки, которые на мото- и автогонках выводят пилотов на стартовые позиции («решётки», англ. grid), держат над участниками соревнований солнцезащитные зонтики, вручают награды, а также просто украшают своим видом различные мото- и автошоу.
История грид-гёрлз началась в Японии в 1969 году, когда лицом нефтяной компании Cosmo Oil стала модель Роса Огава. С тех пор грид-гёрлз в Японии — официальная профессия, включенная в закон о занятости.
В 2015 году на Гран-при Монако по инициативе президента Автомобильного клуба Монако Мишеля Бёри вместо грид-гёрлз на стартовой решётке стояли юноши в обтягивающих футболках, выполняющие те же функции. Однако это начинание не получило поддержки.
В чемпионате мира по автогонкам на выносливость с 2015 года отказались от грид-гёрлз, объяснив это тем, что когда молодым женщинам отводится роль красивого фона, это способствует укреплению стереотипа о авто- и мотогонках как исключительно мужском виде спорта.
В Формуле-1, начиная с сезона 2018 года, отказались от грид-гёрлз, так как «присутствие на стартовой решетке грид-гёрлз не отвечает нашему представлению о спорте и идет вразрез с современными социальными нормами». Вместо девушек на стартовой решётке номера будут держать дети. Позже стало известно, что инициатива принадлежала Шэрон Маффей — жене президента Liberty Media. Однако на Гран-при Монако 2019 года грид-гёрлз вновь вышли на стартовую решётку. Позже стало известно, что они также появятся на Гран-при Нидерландов 2020 года, однако этот Гран-при был отменён из-за пандемии COVID-19.